# John Steel
John Steel (* 4. února 1941, Gateshead, Anglie) je anglický bubeník, nejvíce známý jako jeden ze zakládajících členů skupiny The Animals. Členem Animals byl v letech 1962–1966, 1975–1976, 1983–1984 a od roku 1992 dodnes.